# Луг (Німеччина)
Луг (нім. Lug) — громада в Німеччині, розташована в землі Рейнланд-Пфальц. Входить до складу району Південно-Західний Пфальц. Складова частина об'єднання громад Гауенштайн.
Площа — 2,32 км2. Населення становить 598 ос. (станом на 31 грудня 2020).

## Галерея

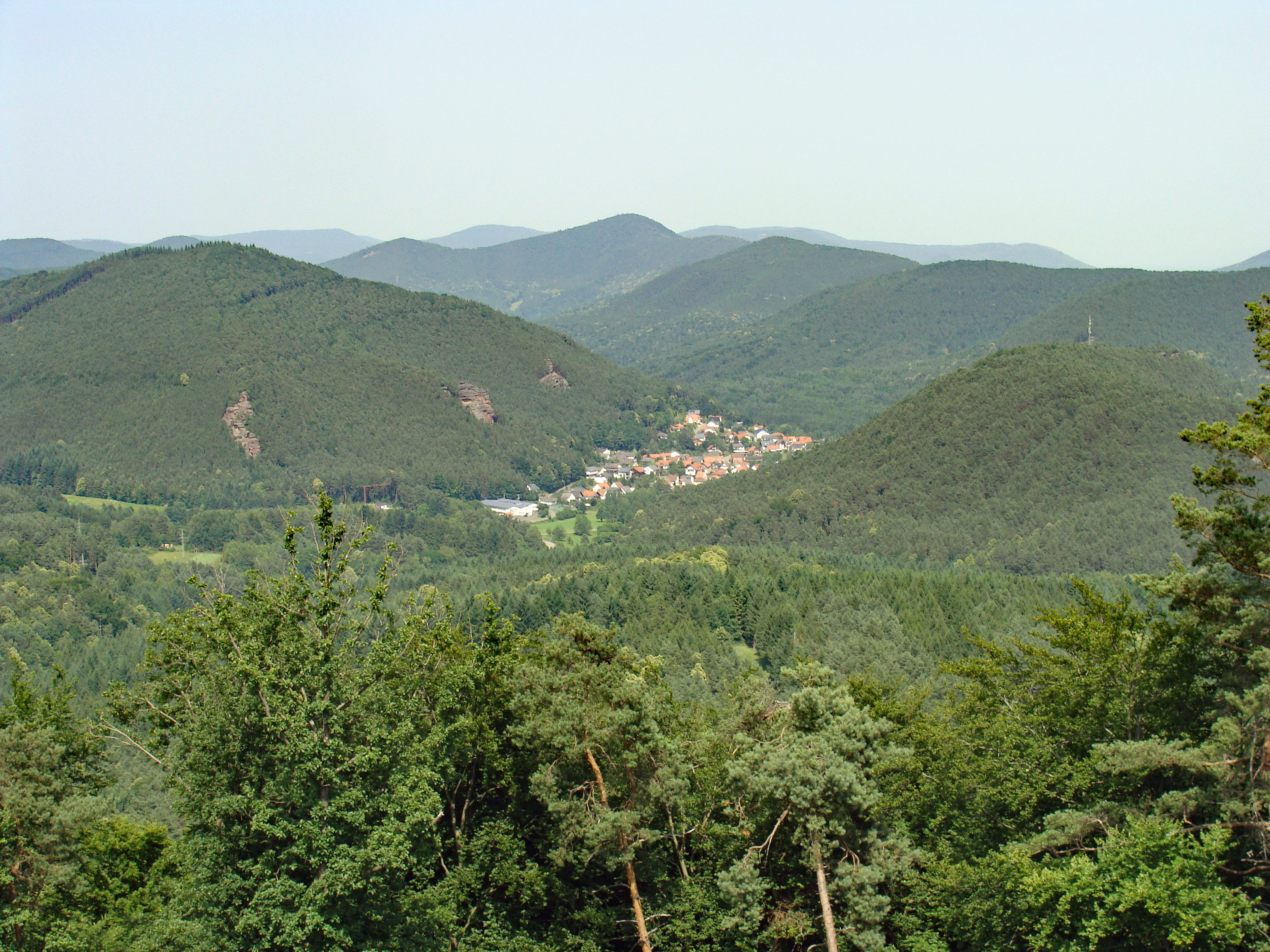